# رالی (کارولینای شمالی)
رالی (به انگلیسی: Raleigh) مرکز ایالت کارولینای شمالی آمریکاست. این شهر، به دلیل فراوانی تعداد درخت‌های بلوطش به «شهر بلوط» نیز شهرت دارد. دانشگاه ایالتی کارولینای شمالی در این شهر قرار دارد که به همراه دانشگاه کارولینای شمالی در چپل هیل و دانشگاه دوک در شهر دورهام، سه ضلع پارک مثلث تحقیقاتی را تشکیل می‌دهند.
رالی یک نمونه اولیه در ایالات متحده از یک شهر برنامه‌ریزی شده‌است. پس از جنگ انقلاب آمریکا، زمانی که ایالات متحده استقلال خود را به دست آورد، این منطقه به عنوان مرکز ایالت در سال ۱۷۸۸ انتخاب شد و در سال ۱۷۹۲ به عنوان مکان ثبت شد. این شهر در ابتدا به صورت شبکه‌ای با ساختمان کنگره ایالت کارولینای شمالی در مرکز، در میدان یونیون چیده شده بود. در طول جنگ داخلی آمریکا، این شهر از هرگونه نبرد مهم در امان ماند. این اتحادیه در روزهای پایانی جنگ به دست اتحادیه افتاد و با مشکلات اقتصادی در دوره پس از جنگ، مربوط به بازسازی بازار کار، اتکای بیش از حد به کشاورزی و ناآرامی‌های اجتماعی دوران بازسازی دست و پنجه نرم کرد. تأسیس پارک مثلث تحقیقاتی (RTP) در سال ۱۹۵۹ به ایجاد ده‌ها هزار شغل در زمینه‌های علم و فناوری کمک کرد. در اوایل قرن بیست و یکم، رالی به یکی از شهرهای با رشد سریع در ایالات متحده تبدیل شد.

## تاریخچه
در سال ۱۹۱۲، پارک بلومزبری افتتاح شد که دارای یک چرخ و فلک سواری محبوب بود. چرخ فلک پارک پولن که به پارک پولن منتقل شده‌است، همچنان در حال فعالیت است.
از سال ۱۹۱۴ تا ۱۹۱۷، یک اپیدمی آنفولانزا باعث مرگ ۲۸۸ رالیگی شد.
در سال ۱۹۲۲، WLAC به عنوان اولین ایستگاه رادیویی شهر قرارداد امضا کرد، اما تنها دو سال دوام آورد. WFBQ در سال ۱۹۲۴ امضا شد و در سال ۱۹۲۷ به WPTF تبدیل شد. اکنون قدیمی‌ترین پخش کننده رادیویی پیوسته رالی است.
در سال ۱۹۲۳ جشنواره پاییز رالی تشکیل شد. این جشنواره در سال ۱۹۲۷ به عنوان رقص دبیوتانت کارولینای شمالی سازماندهی شد.
به دنبال مهاجرت کاتولیک‌ها، در ۱۲ دسامبر ۱۹۲۴، اسقف کاتولیک رومی رالی رسماً توسط پاپ پیوس یازدهم تأسیس شد. کلیسای جامع قلب مقدس با ویلیام جوزف هفی به عنوان اسقف آن به عنوان مقر رسمی اسقف تبدیل شد.
اولین فرودگاه شهر، Curtiss-Wright Flying Field، در سال ۱۹۲۹ افتتاح شد. در همان سال، سقوط بازار سهام منجر به بسته شدن شش بانک رالی شد.
در طول دهه ۱۹۳۰ سخت رکود بزرگ، دولت در همه سطوح برای ایجاد شغل ضروری بود. این شهر برنامه‌های تفریحی و آموزشی ارائه کرد و افرادی را برای پروژه‌های عمومی استخدام کرد. در سال ۱۹۳۲، سالن یادبود رالی اختصاص داده شد. سمفونی کارولینای شمالی که در همان سال تأسیس شد، در خانه جدید خود اجرا کرد. از سال ۱۹۳۴ تا ۱۹۳۷، سپاه فدرال حفاظت از غیرنظامیان منطقه ای را که اکنون به نام پارک ایالتی ویلیام بی. امستد شناخته می‌شود، ساخت. در سال ۱۹۳۹، مجمع عمومی ایالتی سازمان هوانوردی رالی-دورهام را اجاره کرد تا یک فرودگاه بزرگتر بین رالی و دورهام بسازد، که اولین پرواز در سال ۱۹۴۳ انجام شد.
در سال ۱۹۴۷، شهروندان رالی شکل حکومتی شورایی-مدیری را اتخاذ کردند که هنوز شکل فعلی حکومت شهر است. اعضای شورا از مناطق تک نفره انتخاب می‌شوند. یک مدیر شهری استخدام می‌کنند.
دورتون آرنا، یک سالن چند منظوره با ۷۶۱۰ صندلی طراحی شده توسط متیو نوویکی، در سال ۱۹۵۲ در محوطه نمایشگاه ایالتی کارولینای شمالی افتتاح شد. در سال ۱۹۷۳ در فهرست ملی اماکن تاریخی ثبت شد.
رالی آسیب قابل توجهی از طوفان هیزل در سال ۱۹۵۴ تجربه کرد.
در سال ۱۹۵۳، WNAO-TV، کانال ۲۸، اولین ایستگاه تلویزیونی شهر شد، اگرچه در سال ۱۹۵۷ بسته شد.

## جغرافیا
طبق آمار اداره سرشماری ایالات متحده، شهر رالی در مجموع مساحتی معادل ۱۴۴٫۰ مایل مربع (۳۷۳٫۰ کیلومتر مربع) را به خود اختصاص داده‌است که ۱۴۲ مایل مربع (۳۶۹ کیلومتر مربع) زمین و ۰٫۹۷ مایل مربع (۲٫۵ کیلومتر مربع) یا ۰٫۷۶ درصد است. پوشیده از آب رودخانه Neuse از گوشه شمال شرقی شهر می‌گذرد.
رالی در شمال شرقی منطقه مرکزی کارولینای شمالی، جایی که مناطق دشت ساحلی Piedmont و اقیانوس اطلس به هم می‌رسند، واقع شده‌است. این منطقه به عنوان «خط سقوط» شناخته می‌شود زیرا ارتفاعی را در داخل کشور نشان می‌دهد که در آن آبشارها در نهرها و رودخانه‌ها ظاهر می‌شوند. در نتیجه، بیشتر رالی دارای تپه‌هایی است که به آرامی در حال چرخش هستند که به سمت شرق به سمت دشت ساحلی هموار این ایالت متمایل می‌شوند.
شهر رالی در ۲۴ مایل (۳۹ کیلومتر) جنوب شرقی دورهام، ۶۳ مایل (۱۰۱ کیلومتر) شمال شرقی فایتویل، ۱۳۱ مایل (۲۱۱ کیلومتر) شمال غربی ویلمینگتون، ۱۶۵ مایل (۲۶۶ کیلومتر) واقع شده‌است) شمال شرقی شارلوت، و ۱۵۵ مایل (۲۴۹ کیلومتر) جنوب غربی ریچموند، ویرجینیا. بخش کوچکی از رالی در شهرستان دورهام، کارولینای شمالی واقع شده‌است.

## دربارهٔ شهر
Midtown Raleigh یک اصطلاح نسبتاً جدید است که برای توصیف منطقه مسکونی و تجاری واقع در سمت شمالی کمربند I-440 استفاده می‌شود و بخشی از شمال رالی است. تقریباً توسط جاده گلن‌وود/شش فورک به غرب، جاده جنگل ویک به شرق و جاده میلبروک به شمال قاب شده‌است. این شامل مراکز خرید مانند North Hills و Crabtree Valley Mall است. همچنین شامل پارک نورث هیلز و بخشی از سیستم رالی گرین وی است. این اصطلاح توسط اتاق بازرگانی بزرگ رالی، توسعه دهنده جان کین و مدیر برنامه‌ریزی میچل سیلور ابداع شد. روزنامه News & Observer شروع به استفاده از این اصطلاح فقط برای اهداف بازاریابی کرد. اتحاد Midtown Raleigh در ۲۵ ژوئیه ۲۰۱۱ به عنوان راهی برای رهبران جامعه برای ترویج این منطقه تأسیس شد. مرکز منطقه، به ویژه در اطراف توسعه تپه‌های شمالی در تقاطع جاده Six Forks و Beltline، در حال تجربه شهرنشینی سریع است زیرا چندین ساختمان بلند از سال ۲۰۱۰ ساخته شده‌است.
در شهر رالی خیابانی با نام تبریز وجود دارد

## مراکز دانشگاهی

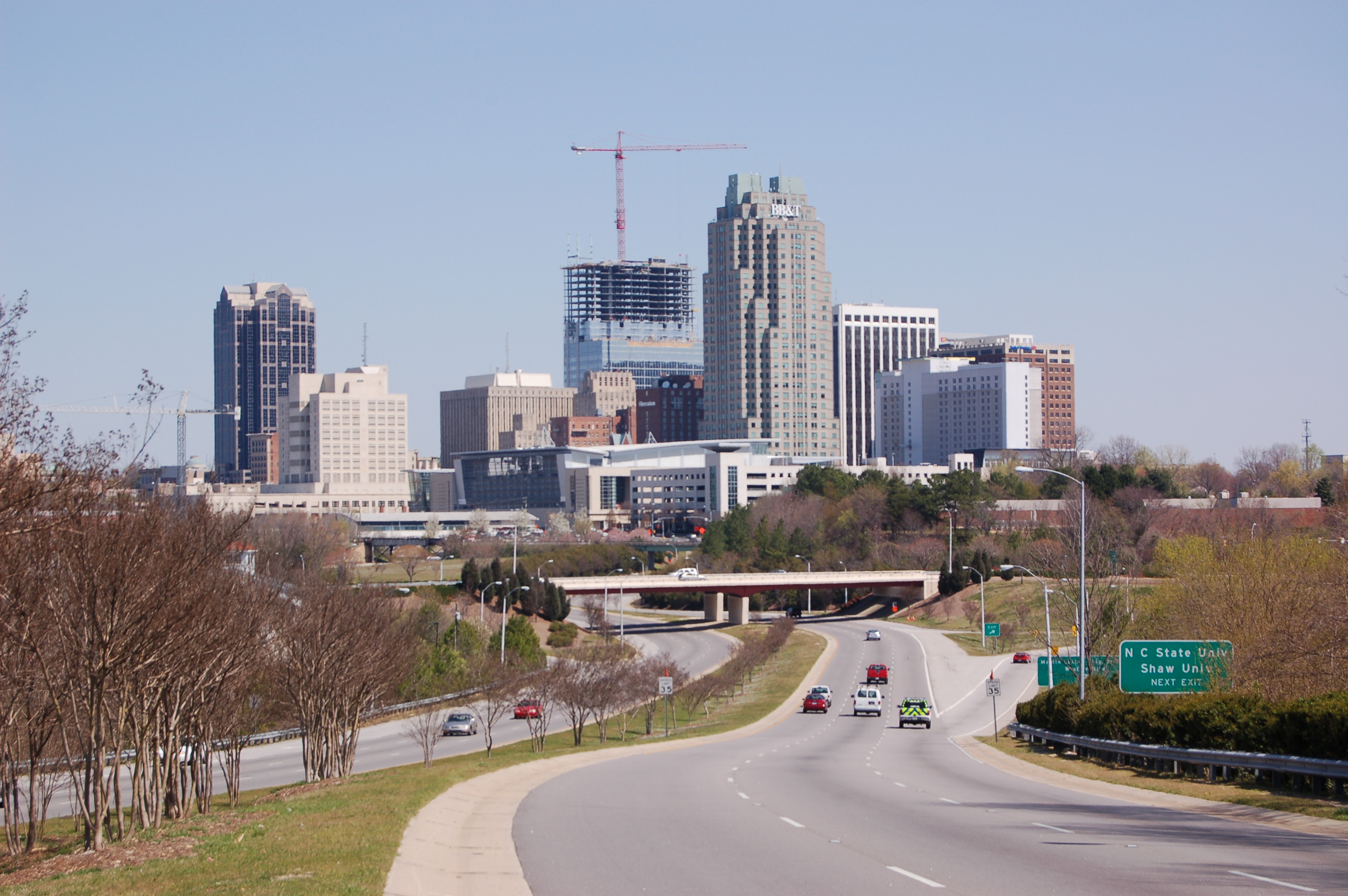

- دانشگاه ایالتی کارولینای شمالی